# Rick Rude
Richard Erwin „Rick” Rood (ur. 7 grudnia 1958 w St. Peter, zm. 20 kwietnia 1999 w Alpharetcie), lepiej znany pod swoim pseudonimem ringowym jako „Ravishing” Rick Rude – amerykański wrestler związany w różnych okresach z National Wrestling Alliance, World Championship Wrestling oraz World Wrestling Federation i przez krótki okrez z Extreme Championship Wrestling. W 2017 roku został wprowadzony do WWE Hall of Fame przez Ricky’ego Steamboata.

## Wczesne życie
Richard Erwin „Rick” Rood urodził się 7 grudnia 1958 roku w St. Peter, w stanie Minnesota, a wychowywał się w obszarze niemunicypalnym Robinson. Uczęszczał do liceum razem z innymi przyszłymi wrestlerami – Nikitą Koloffem, Bradym Boone’em i Curtem Henningiem. Następnie rozpoczął i z powodzeniem ukończył studia na Anoka-Ramsey Community College na wydziale wychowania fizycznego. Pracował jako ochroniarz baru Gramma B’s w Minneapolis i trenował siłowanie na rękę.

## Kariera wrestlerska
Został zauważony i przyjęty na ucznia przez trenera wrestlerów Eddiego Sharkeya. Debiutował w 1982 roku.

### National Wrestling Alliance (1983–1987)
Dołączył do National Wrestling Alliance (NWA) w 1983 roku. Występował pod pseudonimem ringowym Rick Rood. W ciągu tego jednego roku występował w wielu różnych terytoriach. Zaczynał w terytorium brytyjskiej kolumbijskii NWA All-Star Wrestling (ASW), gdzie grał face’a i jobbera. Ponieważ ta rola nie przypadła mu do gustu przeniósł się do Georgia Championship Wrestling (GCW), a potem do Continental Wrestling Association (CWA) w Memphis. Właściciel tamtejszego terytorium Jerry Jarrett wymyślił dla Rude’a przydomek „Ravishing” (pol. Porywający), którego wrestler używał później przez całą karierę. Następnie występował w Jim Crockett Promotions (JCP), a potem powrócił do Memphis, gdzie przyłączył się do stajni Family First, a jego managerem został Jimmy Hart, który wpadł na pomysł aby zmienić pseudonim ringowy Rooda na Rick Rude (z ang. Rude, pol. niegrzeczny, nieprzyzwoity). W CWA rywalizował z Jerrym Lawlerem i utworzył tag team z King Kongiem Bundym. Razem zostali mistrzami CWA Tag Team, a Rude mistrzem CWA Heavyweight.
W 1984 roku dołączył do Championship Wrestling from Florida (CWF), a jego managerem został Percy Pringle. W styczniu 1985 roku pokonał Peza Whatley w walce o tytuł Florida Southern Heavyweight Championship. Stracił swój tytuł w kwietniu, ale za to niecały tydzień później zdobył mistrzostwo tag teamów Florida United States Tag Team Championship z Jesse Barrem po tym, jak razem pokonali Marka i Jaya Youngbloodów. Gdy zakończyli swoje panowanie w lipcu, Rude w tym samym miesiącu ponownie został mistrzem Florida Southern Heavyweight pokonując Mike’a Grahama w turnieju o tytuł.
W 1985 roku dołączył do World Class Championship Wrestling (WCCW). Był w tag teamie z The Ultimate Warriorem, a jego managerem była jego siostra Nancy Rood, która grała postać o imieniu Raven. Rywalizował z Kevinem Von Erichem i zdobył pas NWA American Heavyweight Championship. Był ostatnim posiadaczem tego tytułu przed zmianą jego nazwy na WCWA World Heavyweight Championship spowodowaną odłączeniem się WCCW od NWA.
W 1986 roku ponownie dołączył do Jim Crockett Promotions (JCP) i utworzył tag team z Mannym „The Raging Bull” Fernandezem. Razem pokonali drużynę Rock N' Roll Express w walce o tytuł NWA Tag Team Championship. Posiadali go sześć miesięcy, aż do momentu gdy zostali pokonani w walce rewanżowej o mistrzostwo przez Ricky’ego Mortona i Roberta Gibsona.

### World Wrestling Federation (1987–1990)
W 1987 roku podpisał kontrakt z World Wrestling Federation (WWF). Dołączył do stajni Heenan Family. 5 lipca miała miejsce jego debiutancka walka w nowej organizacji – przegrał ją z Jerrym Allenem. Jednak w telewizji debiutował dopiero w walce wyemitowanej 9 sierpnia kiedy wspierany przez managera Bobby’ego Heenana pokonał Lanny’ego Poffo.
W WWF Rude odgrywał rolę heela. Wielu analityków uważa go za najbardziej znienawidzonego lub jednego z najbardziej znienawidzonych wrestlerów tamtego okresu. Cztery razy znalazł się na liście najbardziej znienawidzonych wrestlerów sporządzoną przez Pro Wrestling Illustrated – w 1992 roku zajął pierwsze miejsce. Charakterystycznym dla niego nawykiem było obrażanie publiczności w występach promocyjnych poprzedzających walki oraz obdarowywanie wybranej z publiczności młodej kobiety długim pocałunkiem po wygranej walce.
W czasie jednej ze swoich rutynowych celebracji zwycięstwa przypadkowo zaczął flirtować z Cheryl Hagood, żoną wrestlera Jake’a „The Snake” Robertsa. Gdy Cheryl mu się przedstawiła, Rude oświadczył się jej. Doprowadziło to do sporu między nim, a Snekiem. Nowym charakterystycznym elementem ubioru Rude’a stały się spodenki z portretem Cheryl w okolicach krocza. Snake’owi udało się zemścić dopiero w czasie Survivor Series 24 listopada 1988, kiedy to w walce 5 na 5 złapał Rude’a od tyłu i wykonał DDT, po czym przypiął go i wyeliminował. Całą walkę wygrała jednak drużyna Rude’a, a on sam wyeliminował Kena Patera.
Rude rywalizował także z The Ultimate Warriorem. W 1989 roku na Royal Rumble odbył się konkurs na pozowanie, w którym udział wziął on i mistrz WWF Intercontinental, The Ultimate Warrior. Jego rywal zwyciężył w każdej kategorii, a on sam w odpowiedzi zaatakował go metalowym prętem i uciekł z ringu. Obaj zawodnicy zmierzyli się ze sobą 2 kwietnia 1989 na WrestleMania V, w walce o tytuł należący do Warriora. Dzięki pomocy swojego managera Bobby’ego Heenana Rude wygrał i zdobył swoje pierwsze mistrzostwo w WWF. Był mistrzem aż do SummerSlam z 28 sierpnia, kiedy to Warrior pokonał go w walce dzięki interwencji Rowdy Roddy Pipera. To zapoczątkowało rywalizację między Rudem, a Piperem, ale w 1990 roku WWF zdecydowało się jednak przywrócić konflikt między Rude’em, a Warriorem. Obaj zawodnicy po raz drugi zmierzyli się na SummerSlam 27 sierpnia 1990, było to główne wydarzenie gali i walka w stalowej klatce o WWF Championship. Walka trwała 10 minut, a wygrał ją Warrior.
W październiku 1990 roku Rude odszedł z organizacji w związku ze sporem z zarządem.

### World Championship Wrestling (1991–1997)
Pierwszy raz wystąpił w World Championship Wrestling (WCW) w 1991 roku, na gali Halloween Havoc. Ukrywał się pod maską i pseudonimem ringowym Halloween Phantom. Jeszcze tego samego wieczoru pokonał w walce Toma Zenka i ujawnił swoją prawdziwą tożsamość. Wkrótce dołączył do nowo powstałej stajni o nazwie Dangerous Alliance, do której należeli Paul E. Dangerously, Madusa, Arn Anderson, Bobby Eaton, Larry Zbyszko i Stunning Steve Austin. Trzy tygodnie od swojego dołączenia do organizacji pokonał dotychczasowego mistrza, Stinga, w walce o WCW United States Championship. W 1992 roku nadal będąc mistrzem odszedł z Dangerous Alliance, a jego nową managerką została Madusa. Rywalizował także z Nikitą Koloffem i stoczył przegraną walkę z Ronem Simmonsem o WCW World Heavyweight Championship. W 1993 roku, po 14 miesiącach od zdobycia WCW United States Championship, nabawił się kontuzji i musiał zwakować tytuł.
Po powrocie zaangażował się w konflikt z ówczesnym posiadaczem WCW United States Championship, Dustinem Rhodesem, ale zrezygnował z pretendowania do mistrzostwa Stanów Zjednoczonych w 1993 roku, ponieważ postanowił zdobyć pierwszorzędny tytuł. Na gali WCW Fall Brawl pokonał rekordowego mistrza WCW World Heavyweight Championship Rica Flaira i przejął jego pas. Wiele razy z powodzeniem bronił tytułu, aż do 1994 roku, gdy w Japonii odebrał mu go Hiroshi Hase. 8 dni później Rude odzyskał tytuł. W kwietniu 1994 został pokonany przez Stinga w walce o mistrzostwo, ale udało mu się odzyskać pas dwa tygodnie później w japońskim mieście Fukuoka, co czyni go trzykrotnym zdobywcą tytułu. W swojej ostatniej walce ze Stingiem doznał poważnej kontuzji szyi po tym, jak przeciwnik skoczył na niego ze słupka gdy Rude był poza ringiem. Jego głowa uderzyła o podłogę i zauważalnie krwawiła przez resztę występu, ale udało mu się dokończyć walkę. Kontuzja okazała się bardzo poważna, więc Rude zdecydował się zwakować tytuł i przejść na emeryturę.
Powrócił do pracy w organizacji w 1996 roku, jednak już nie jako wrestler, ale jako osobowość telewizyjna.

### Extreme Championship Wrestling (1997)
W 1997 roku przez krótki czas występował w Extreme Championship Wrestling (ECW) w jednym tag teamie z Shane’em Douglasem.

### Powrót do World Wrestling Federation (1997)
W 1997 roku na krótko wrócił do World Wrestling Federation (WWF). Nie walczył w tej organizacji, ale został managerem w stajni D-Generation X (wówczas Triple H, Shawn Michaels i Chyna). Odszedł z organizacji w geście solidarności z Bretem Hartem, który sam odszedł po tym jak przegrał walkę o tytuł z powodu oszustwa zarządu organizacji i jak sam twierdzi, nie był to keyfabe (wydarzenie to zostało później nazwane Montreal Screwjob).

### Powrót do World Championship Wrestling (1997–1999)
W 1997 roku powrócił do World Championship Wrestling, a dzięki jego mediacjom organizacja zgodziła się zatrudnić także Breta Harta. Ponieważ odcinki WWF Monday Night Raw były nagrywane przed emisją, a WCW Nitro nadawano na żywo, Rick Rude był pierwszym i jedynym wrestlerem w historii, który pojawił się w obu programach tej samej nocy. W WCW odgrywał podobną rolę, co w WWF. Był managerem stajni New World Order. Krótko menedżerował też swojego odwiecznego przyjaciela Curta Henniga.

## Śmierć i upamiętnienie
Zmarł 20 kwietnia 1999 roku w wieku 40 lat z powodu zawału mięśnia sercowego. W jego domu znaleziono puste pojemnika po lekach, więc podejrzewano wówczas, że śmierć nastąpiła w wyniku przedawkowania kwasu 4-hydroksybutanowego i steroidów, ale nigdy nie udało się w pełni udowodnić tej tezy. Z relacji jego rodziny wynika, że przed śmiercią Rude trenował w nadziei na powrót do aktywnej kariery wrestlera. Jego rodzina ogłosiła też, że wpłaty ku jego pamięci można dokonywać na akcję charytatywną American Cancer Society.
Jego pogrzeb odbył się 24 kwietnia 1999 w domu pogrzebowym w Roswell w stanie Georgia. Został pochowany na cmentarzu Green Lawn Cemetery. Przy grobie znajduje się ławka zadedykowana mu przez jego dzieci.
31 marca 2017 roku Rick Rude został dołączony do WWE Hall of Fame. Wprowadził go Ricky Steamboat.

## Życie prywatne
Nigdy nie zdejmował obrączki ślubnej – na czas występu w ringu osłaniał ją białą taśmą. Był narkomanem.

### Rodzina
Miał brata, Michaela Rooda, i trzy siostry: Marcię Wheeler, Nancy Natysin i Kathy Carder. Natysin i Carder pracowały jako showgirls w Las Vegas Strip.
Jego żoną aż do śmierci była Michelle, z którą miał czwórkę dzieci: trzech synów – Coltona, Richarda Ryana i Kaleiha – oraz córkę Merissę. Colton Rood zginął 3 września 2016 roku w Armuchee w stanie Georgia w wypadku motocyklowym.

## Mistrzostwa i osiągnięcia
- National Wrestling Alliance
  - Continental Wrestling Association
    - CWA Tag Team Championship (1 raz) – z King Kongiem Bundy’m
    - CWA Heavyweight Championship (1 raz)

  - Championship Wrestling from Florida
    - Florida Southern Heavyweight Championship (2 razy)[1][7]
    - Florida United States Tag Team Champion (1 raz) – z Jesse Barrem[1]

  - World Class Championship Wrestling
    - NWA American Heavyweight Championship (1 raz)[7]

  - Jim Crockett Promotions
    - NWA Tag Team Championship (1 raz)[7] – z Manny’m „The Raging Bull” Fernandezem
- World Wrestling Federation
  - WWF Intercontinental Championship (1 raz)[7]
- World Championship Wrestling
  - WCW United States Championship (1 raz)
  - WCW World Heavyweight Championship (3 razy)[7]
- Pro Wrestling Illustrated
  - 4. miejsce w rankingu Najbardziej znienawidzony wrestler (1986)
  - 2. miejsce w rankingu Rywalizacja roku (1988)
  - 4. miejsce w rankingu Rywalizacja roku (1989)
  - 3. miejsce w rankingu Najbardziej znienawidzony wrestler (1989)
  - 3. miejsce w rankingu Rywalizacja roku (1990)
  - 3. miejsce w rankingu Najbardziej znienawidzony wrestler (1990)
  - 26. miejsce w rankingu PWI 500 (1991)
  - 4. miejsce w rankingu Rywalizacja roku (1991)
  - 1. miejsce w rankingu Najbardziej znienawidzony wrestler (1992)
  - 3. miejsce w rankingu Wrestler roku (1992)
  - 4. miejsce w rankingu PWI 500 (1992)
  - 2. miejsce w rankingu Rywalizacja roku (1993)
  - 8. miejsce w rankingu PWI 500 (1993)
  - 13. miejsce w rankingu PWI 500 (1994)[1]

## Gry komputerowe
Jego postać pojawiła się w czterech grach konsolowych z serii WCW. Były to kolejno: WCW Super Brawl Wrestling (NES), WCW The Main Event (GB), WCW/nWo Thunder (PS) i WCW Nitro (N64). Jego postać pojawiła się też w dziewięciu grach z serii WWE, z czego tylko jedna została wydana za jego życia. Były to kolejno: WWF Wrestlemania Challenge, Showdown: Legends Of Wrestling, WWE SmackDown! vs. RAW 2008, WWE Legends Of WrestleMania, WWE 2K14, WWE 2K15, WWE 2K16, WWE 2K17 i WWE 2K18.